# Résolution 2283 du Conseil de sécurité des Nations unies
Membres permanents
- Chine
- États-Unis
- France
- Royaume-Uni
- Russie

Membres non permanents
- Angola
- Égypte
- Espagne
- Japon
- Malaisie
- Nouvelle-Zélande
- Sénégal
- Ukraine
- Uruguay
- Venezuela

Résolution no 2282 Résolution no 2284
La résolution 2283 du Conseil de sécurité des Nations Unies, adoptée à l'unanimité le 28 avril 2016, lèves les dernières sanctions imposées à la Côte d'Ivoire entre 2004 et 2011, et dissous en conséquences le Comité des sanctions associé.
La résolution 2284, adoptée le même jour et lors de la même séance du Conseil de sécurité, renouvelle le mandat de l'Opération des Nations unies en Côte d'Ivoire (ONUCI) jusqu'au 30 juin 2017 et en réduit le format – passant de 4 000 à 2 000 hommes d'ici au 31 août 2016 – afin d'en préparer le retrait en 2017.

## Contexte
En 2002, une guerre civile éclate en Côte d'Ivoire entre le gouvernement du sud chrétien et les rebelles du nord musulman du pays. En 2003, des négociations ont abouti à la formation d'un gouvernement d'union nationale et des troupes françaises et onusiennes étaient présentes. En 2004, les rebelles ont perdu confiance dans le gouvernement et ont repris les armes. Le nord du pays était principalement contrôlé par ces Forces Nouvelles.
Après les élections présidentielles de 2010, des troubles ont éclaté à nouveau lorsque le président sortant Laurent Gbagbo est resté au pouvoir malgré la victoire internationalement reconnue de son opposant Alassane Ouattara. La crise qui en a résulté a conduit au déclenchement d’une nouvelle guerre civile, qui a duré jusqu’à l’arrestation de Gbagbo en avril 2011,.
Le Conseil de sécurité avait progressivement assoupli le régime de sanctions, en prévoyant des exceptions à l'embargo sur les armes pour les exercices des forces armées ivoiriennes et les armes non létales en 2012, puis en mettant fin à l'interdiction d'exportation des diamants ivoiriens en 2014.

## Résolution
Le Conseil de sécurité constate que des progrès significatifs dans la stabilisation de la Côte d’Ivoire ont été réalisés, y-compris le désarmement et la réintégration des combattants, la réforme de l’armée et de la police, la réconciliation nationale et la lutte contre l’impunité. Des élections présidentielles ont également eu lieu en octobre 2015. Il note une meilleure gestion des armes et de la lutte contre le commerce illégal des ressources naturelles.
Le Conseil souligne que la Côte d’Ivoire elle-même avait indiqué qu’elle était favorable à la levée des sanctions.
Agissant en vertu du Chapitre VII de la Charte des Nations unies, le Conseil de sécurité a décidé de mettre fin avec effet immédiat à l’embargo sur les armes, aux gel des avoirs et autres sanctions financières et aux interdictions de voyager imposés par les résolutions 1572 de 2004, 1975 de 2011 et 2219 de 2015. Par conséquent, le Comité des sanctions et le Groupe d’experts qui supervisaient ces mesures ont également été dissous.

## Voir également
- Crise politico-militaire en Côte d'Ivoire
- Crise ivoirienne de 2010-2011
- Sanctions internationales
- Liste des résolutions du Conseil de sécurité des Nations unies sur la Côte d'Ivoire